# Sant Joan Baptista de Joncet

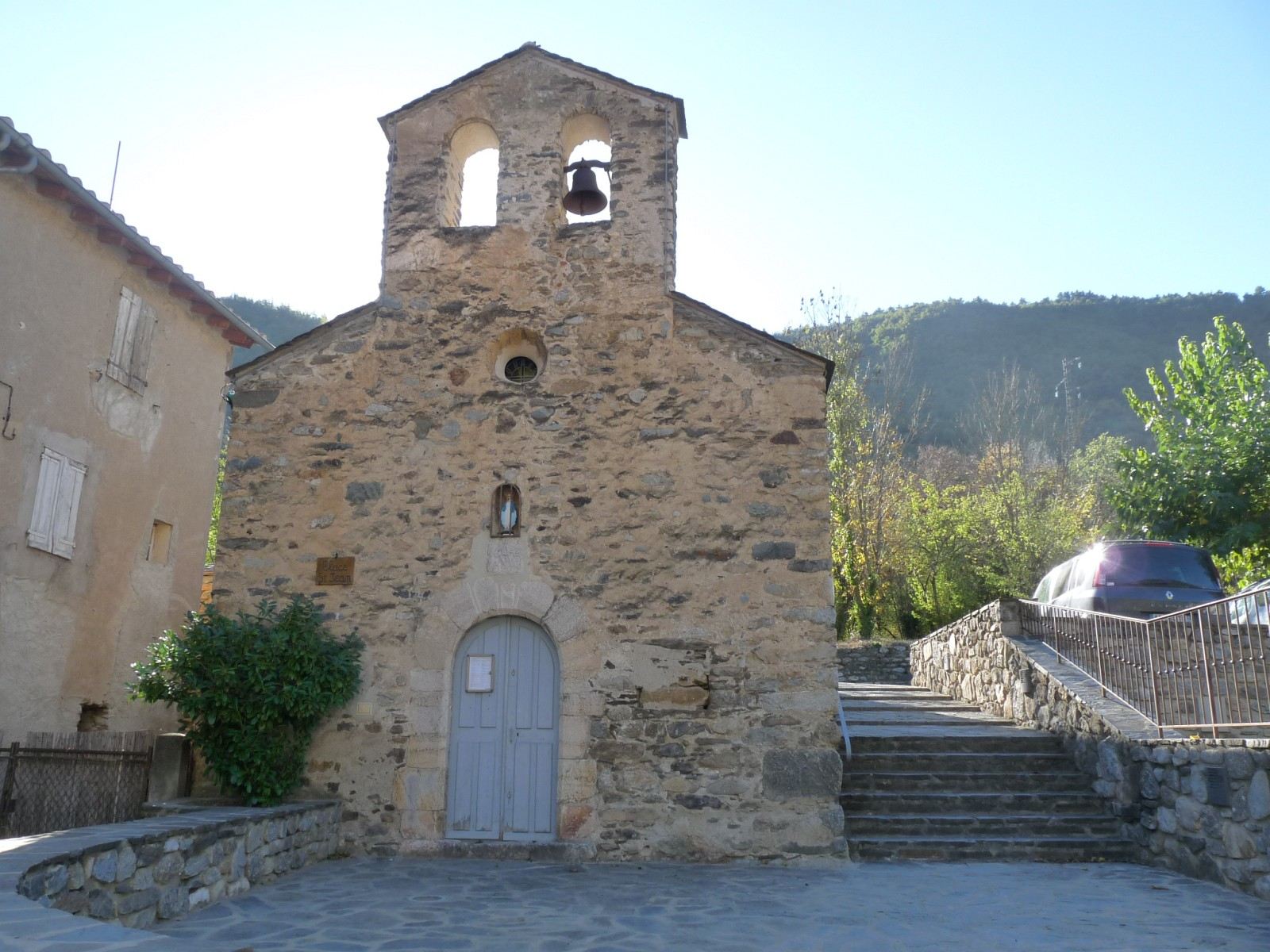
Façana principal

Sant Joan Baptista de Joncet és l'església del poble de Joncet, pertanyent a la comuna de Serdinyà, de la comarca del Conflent, a la Catalunya del Nord. És sufragània de Sant Cosme i Sant Damià de Serdinyà.
L'església és al barri del Bac de Joncet, ran mateix de la carretera que passa a migdia del poble.
És una església d'una sola nau, d'època moderna, però amb característiques arcaïtzants, que recorden el romànic. Està orientada com les esglésies d'aquell estil, i a ponent presenta un frontis coronat per una espadanya de dos ulls i un ull de bou dessota l'espadanya. Tot molt senzill, de factura popular.